# Госпођица (ТВ серија из 2011)
Госпођица (тур. Küçük Hanimefendi) је турска телевизијска серија, снимана 2011. и 2012.
У Србији се од 2012. приказивала на телевизији Пинк.